# 德国国营铁路E42型电力机车
德国国营铁路E42型电力机车（德語：DR-Baureihe E 42；自1970年起改称242型）是德国国营铁路的一款电力机车型号，它是根据德国国营铁路E11型电力机车进行修改、以用作货运及低速客运的版本。在两德统一后，这些机车也曾被德国铁路在短期内使用，并重定型为142型。一部分被出售至瑞士的机车则被定型为Ae417型、Ae476型或Ae477型。
因其特有的外观造型，这一系列车型也获得了“木辊”（Holzroller）的昵称。

## 设计特点

### 机械部件
转向架的底盘采用的是空心钢箱形焊接。枢轴梁负责支撑牵引电动机。机车在改造时可以采用由黑尼格斯多夫电力机车厂提供的全弹簧型锥环弹簧传动装置，但仅有1台机车进行了测试。转向架由一个特殊的联轴器连接在一起。主车架为焊接结构，并采用桥接式框架设置。驾驶室和机械室的底板是作为承重部件被纳入结构体系。车体是自承式的轻量化钢结构，并焊接在主车架上。制动系统由一个带有辅助制动装置（K-GPR mZ型，旧称Kssbr m.Z.）的空气制动器和轮轴手制动器组成。

### 电气部件
机车的双臂式受电弓采用了新式设计，并配备了双层接触条。这款受电弓型号也被用于仍在东德运行的老式电力机车E04型、E44型及E94型。总开关是一个断流容量为200兆伏安的空气压缩开关。主变压器是一个带有垫片绕组和自耦变压功能的强冷壳式变压器。其中有15个阀门用于电动机电路，2个用于列车供暖和1和用于辅助运行。凸轮开关具有14个速度级，并有一个分级控制器用于稳定速度级切换时的电压变化。牵引电动机为具有整流绕组和均衡绕组的强冷12极交流电串励电动机设计。

## 运用历史

### 德国国营铁路
在黑尼格斯多夫汉斯·拜姆勒电力机车厂于1962年交付了两台试验性样机后（E42 001号及002号），这些采用Bo'Bo'轴式的机车自1963年开始批量生产。截至1976年，德国国营铁路共购入了292台同型号机车，而早在1970年底，便已有186台机车交付使用。除了牵引客运列车及货运列车外，它还被用于莱比锡及德累斯顿的S-Bahn服务。这些机车最初（1970年）分别配属比特费尔德、埃尔福特、哈勒、卡尔·马克斯城、莱比锡、魏森费尔斯及茨维考的车辆段。

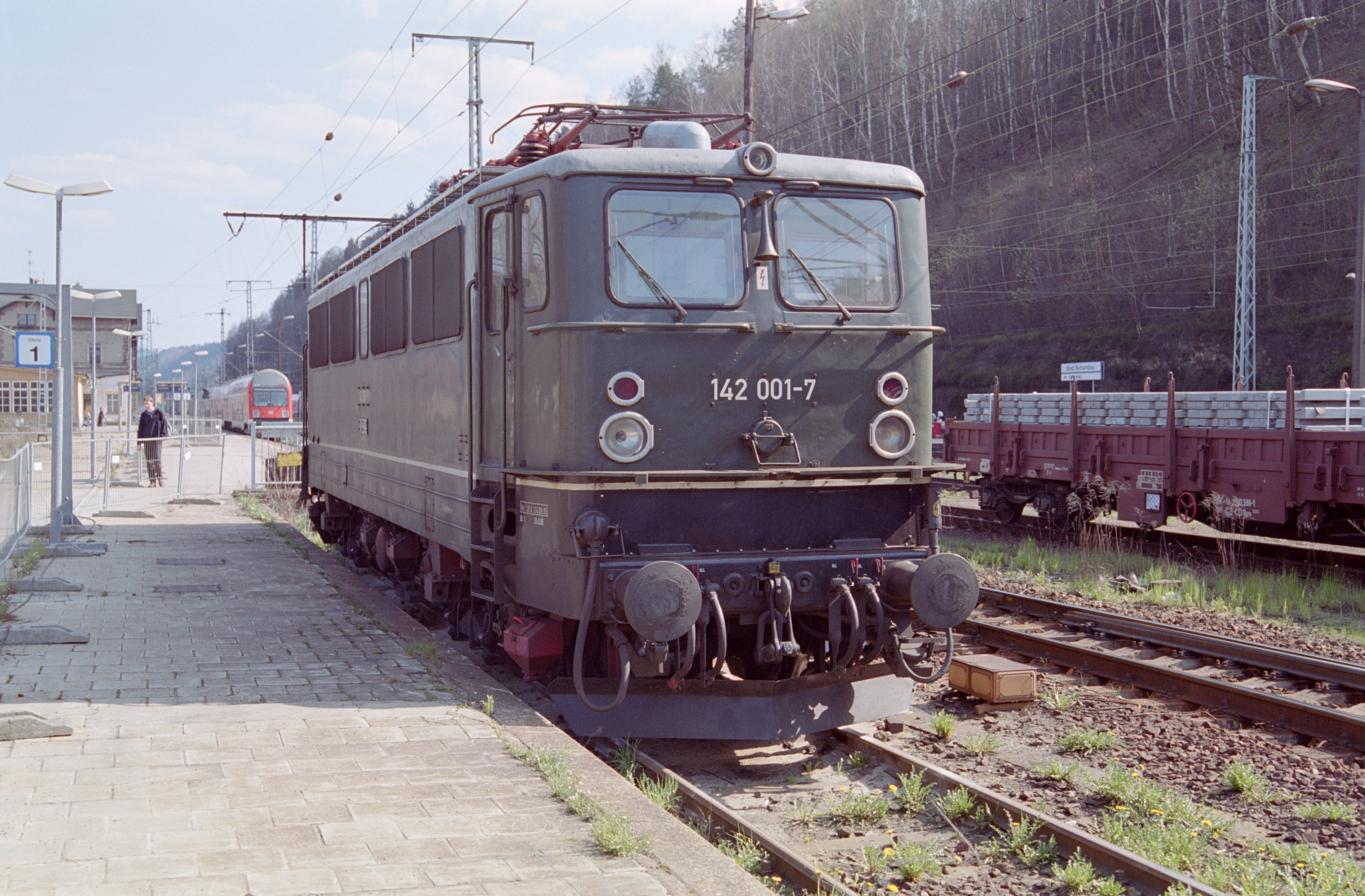
142 001号机车于巴特尚道（2007年）

E42型机车最初应当可以牵引载荷为1,800吨重的货运列车在平面上达到80公里/小时；牵引1,000吨重的货运列车在5‰的坡度上达到60公里/小时以及牵引500吨重的客运列车在5‰的坡度上达到90公里/小时。在经历了较困难的起动后，E42型机车可以表现出良好的摩擦性能及牵引性能。制造商在未与德国国营铁路进行讨论的情况下，修改了一些被证明是不利的缺陷设计。如此机车可以牵引1,900吨重的货列在平面上或1,000吨重的货列在5‰的坡度上达到80公里/小时；在客运服务中则可牵引800吨重在平面上达到100公里/小时以及825吨重在5‰的坡度上达到90公里/小时。
由于部分211型机车在当局购入243型机车后亦改造为242型，因此在1992年1月1日德国国营铁路的的242型机车甚至达到了305台。在随后的几年中，这些机车相继进行报废处理。

### 瑞士
有18台242型机车在1993年至1994年间被售予了瑞士的洛科普，这是一个由中图尔高铁路、瑞士东南铁路和中图尔高旅行社（Reisebüro Mittelthurgau，简称RMT）合组的铁路联盟。这些机车为适应当地的运行条件而作出了修改，并被重定型为Ae477型（最初为Ae476型），主要用作瑞士东部地区的货物运输。在瑞士东南铁路与博登湖-图根堡铁路合组为新的瑞士东南铁路后退出了联盟。而中图尔高铁路则开始谋求与瑞士联邦铁路合作经营客运，并成立了一家新的公司图尔博。在这项操作开始之前，中图尔高铁路遭遇了资金周转困难问题，并最终被破产清算。其货运业务包括机车均由瑞士联邦铁路货运接管。然而，由于后者已有足够的机车车辆，全部18台Ae477型机车在2003年又被转售至威斯特法伦阿尔默河谷铁路。机车因此得以在全德国运营。在弗里堡铁路公司加入洛科普时，也采购了两台原142型机车（德国铁路142 110号及145号）并重定型为Ae417型。期间公司被并入弗里堡公共运输公司，2台机车也在2006年秋天被后者转售至埃格布里希铁路（Eggegebirgsbahn GmbH）。
在2008年初，瑞士最后仅存的一台机车，即第一台由瑞士东南铁路（而不是由洛科普）直接购买的Ae476 012号机车（原Ae 476 468号、最早为142 042号），也返回了德国。

### 当代运用

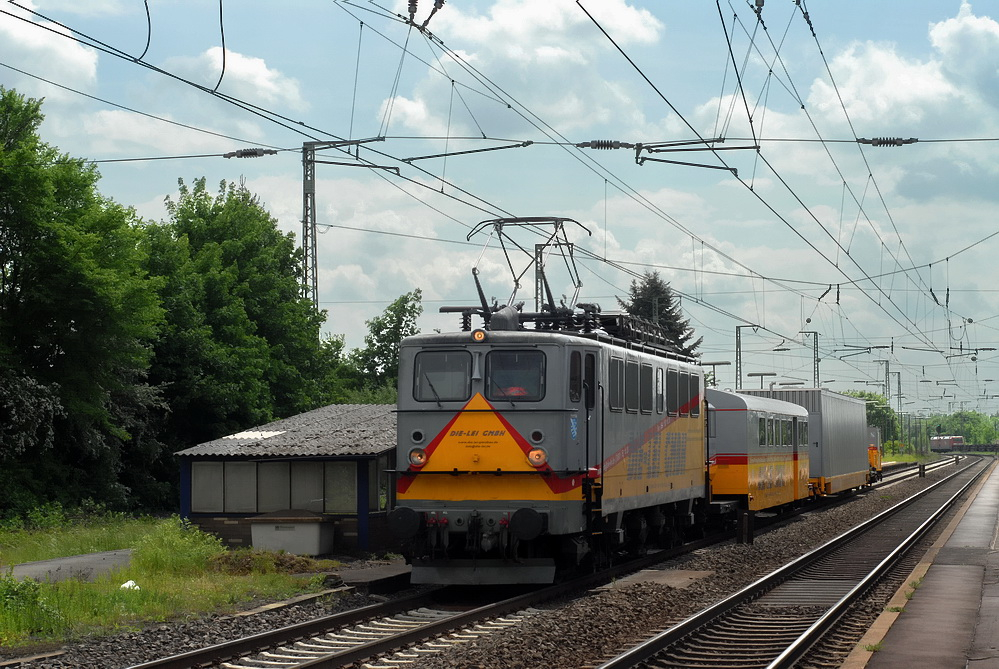
由卡塞尔DIE-LEI有限公司租借的WAB59号机车于洛拉尔（2008年）

瑞士的142型机车在返回德国后全部运用于威斯特法伦阿尔默河谷铁路。部分机车也被外租，例如WAB59号（原142 133号）租赁至了卡塞尔的DIE-LEI有限公司（DIE-LEI GmbH）以及有11台机车租赁至了科特布斯的能源铁路有限公司（Energy Rail GmbH）。由后者使用的142型得益于瑞士施塔德勒铁路股份公司加装的多机控制设备，使得它们可以牵引总重高达2,700吨的多单元重载货运列车。

## 馆藏机车

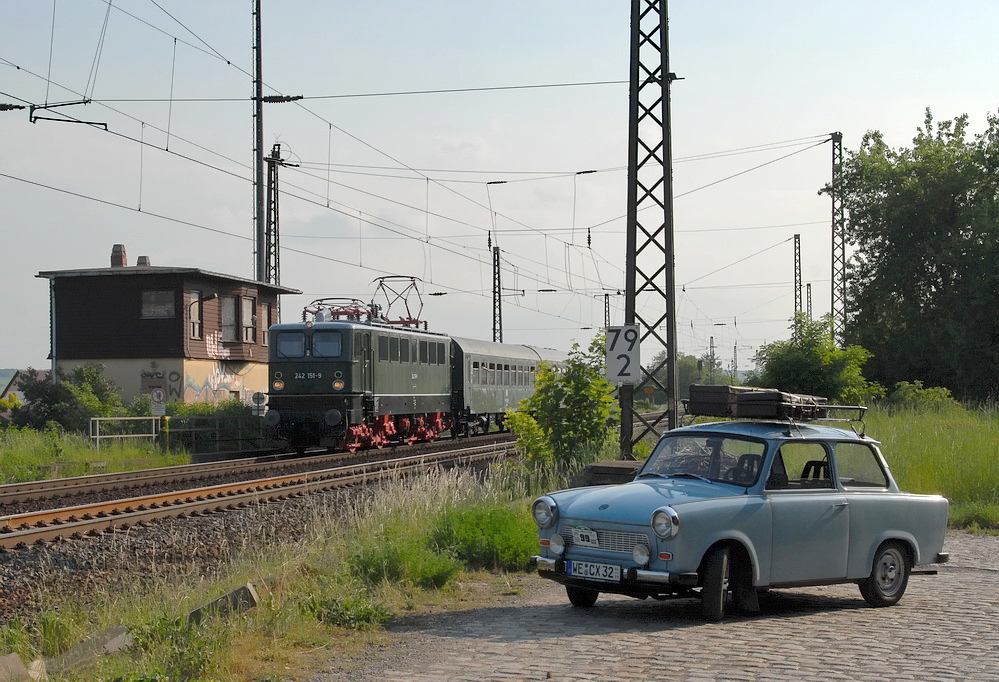
242 151号机车于奥斯曼施泰特（2008年）

目前有4台机车由博物馆所持有并用作观光铁路。其中图林根铁路俱乐部注册协会（Thüringer Eisenbahnverein e.V.，简称TEV）在1998年便已向德国铁路购入了242 151号机车作为馆藏机车。在进行重修后，它于2008年6月租赁至了瑞士中央铁路。此外，德国铁路博物馆自2005年起也持有142 255号机车，并租赁至BSW集团传统协会，由哈勒车辆段负责保养维护。由德国铁路博物馆持有的另外一台E42 002号机车则保存在萨克森铁道博物馆。E42 001号机车目前则由穆尔登塔尔铁路运输公司（Muldental-Eisenbahnverkehrsgesellschaft mbH，简称MTEG）持有，并以IG58 3047的编号运用于定期班次。